# فرنانداو (لاعب كرة قدم)
فيرنانداو (بالبرتغالية: Fernandão‏) وإسمهُ الكامل هو فرناندو لوسيو داكوستا (بالبرتغالية: Fernando Lúcio da Costa‏) وهولاعب كرة قدم برازيلي في مركز الهجوم ولد في يوم 18 مارس 1978 في مدينة غويانيا في البرازيل لعب مع عدة أندية في أوروبا والخليج و البرازيل منها نادي الغرافة في قطر حيث لعب معهُ 22 مباراة وسجل 10 أهداف كما لعب مع أندية نادي تولوز ونادي مرسيليا في فرنسا ومع نادي غوياس ونادي ساو باولو في البرازيل، كما لعب مع منتخب البرازيل لكرة القدم لمباراة دولية واحدة ويبلغ طوله 190 سم، توفي في يوم 7 يونيو 2014 مع 4 أشخاص آخرين بعد سقوط طائرة الهليكوبتر التي كان يركبها في أروانيا في البرازيل.

## روابط خارجية
- فيرنانداو على موقع الاتحاد الدولي (مؤرشف)  (الإنجليزية)
- فيرنانداو على موقع رابطة كرة القدم الفرنسية للمحترفين (الإنجليزية)
- فيرنانداو على موقع قاعدة بيانات كرة القدم.إي يو (الإنجليزية)
- فيرنانداو على موقع ليكيب (الفرنسية)
- فيرنانداو على موقع ناشيونال فوتبول تيمز (الإنجليزية)
- فيرنانداو على موقع عالم كرة القدم.نت (الإنجليزية)